# Heinrich von Heß

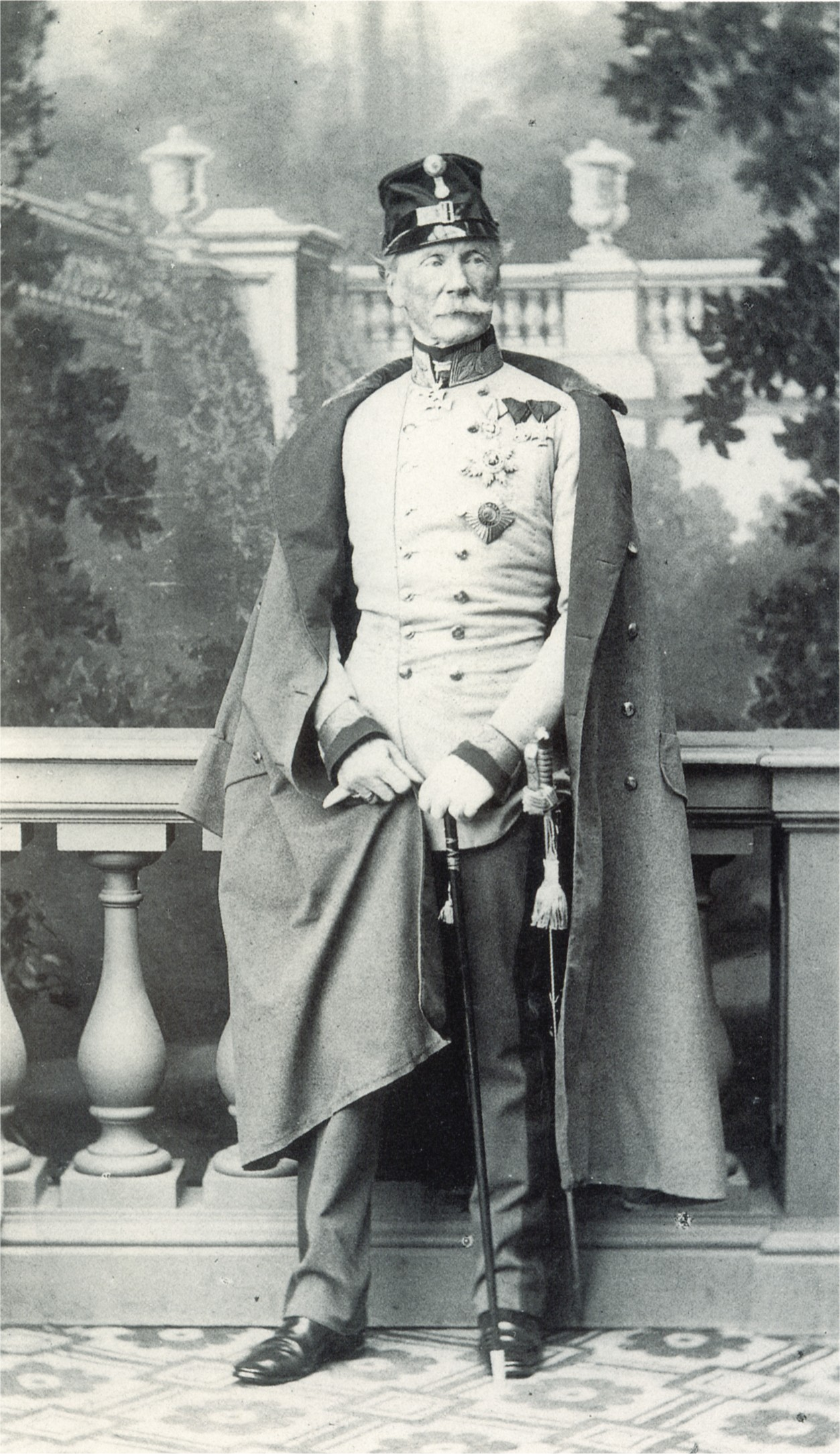
Heinrich von Hess (Ludwig Angerer fényképfelvétele, 1860)

Heinrich Hermann Joseph von Heß (Bécs, 1788. március 17. – Bécs, 1870. április 13.) báró, osztrák császári tábornagy, 1860-tól a cs.-k. vezérkar főnöke.

## Élete
1805-ben lépett a hadseregbe, részt vett az asperni és wagrami csatákban, és végigküzdötte a francia háborúkat. 1815-től 1817-ig Piemontban működött mint katonai attasé. 1831-ben Radetzky táborkari főnöke lett és különösen a Novara melletti 1849-es diadalnak egyengette útját. Radetzky őszintén úgy nyilatkozott, hogy az öt nap alatt bevégzett győztes hadjárat Heß érdeme volt. 1849-ben táborszernagyi rangot kapott, 1851-54-ben Varsóban, Szentpétervárott és Berlinben járt diplomáciai küldetésben. 1854-ben, amikor a török-orosz háború kitört, Heß vette át az Erdély és Galícia keleti határán összevont hadtest vezényletét, és az oroszokat szép szerivel arra bírta, hogy a dunai fejedelemségekből kivonultak.
Az 1859. évi szárd–francia–osztrák háború idején Heßt csak május végén, a magentai vereség után hívták meg a csatatérre. Átvette ugyan a teljesen dezorganizált táborkar vezetését, de azt tanácsolta, hogy a hadsereget a várnégyszög közé vonják vissza, és ott várják be az ellenséget. De a döntéshozó körök nem hallgattak rá, és így bekövetkezett a solferinói kudarc. A csata után Heß a császár parancsából a Verona melletti Villafrancában fegyverszünetet kötött a franciákkal. A háború után a császár tábornaggyá és a táborkar főnökévé, 1860-ban pedig a testőrcsapat parancsnokává tette. 1861-ben a felsőház tagja lett, ahol katonai kérdésekben több tartalmas beszédet mondott. A régi osztrák hadseregnek ő volt (Radetzky után) legnépszerűbb személyisége, az osztrák költők és színműírók egyik kedvence.